# ドレスデン通貨条約
ドレスデン通貨条約（ドレスデンつうかじょうやく、ドイツ語: Dresdner Münzvertrag）は、1838年に締結された多国間条約。
ドイツ関税同盟で使われている通貨をある程度統一しようとした条約だった。

## 締結
条約は、ドレスデンで行われたドイツ関税同盟の総合造幣会議で合意され、1837年に南ドイツ諸国が貨幣を統一したミュンヘン通貨条約の影響を受けている。
ドレスデン通貨条約は1838年7月30日に締結され、1839年1月7日の会議で関税同盟の加盟国により批准された。
条約の締結国はプロイセン・ターラーかグルデンを採用することに同意、為替レートを1ターラー＝1.75グルデンに固定した。

## 条約の締結国
条約の締結国はドイツ関税同盟の加盟国であるバーデン大公国、バイエルン王国、自由都市フランクフルト、ヘッセン大公国、ヘッセン＝ホンブルク侯国、ヘッセン選帝侯領、ナッサウ公国、プロイセン王国、ロイス＝ゲーラ侯国、ロイス＝グライツ侯国、ザクセン＝アルテンブルク公国、ザクセン＝コーブルク＝ゴータ公国、ザクセン＝マイニンゲン公国、ザクセン＝ヴァイマル＝アイゼナハ大公国、ザクセン王国、シュヴァルツブルク＝ゾンダースハウゼン侯国、シュヴァルツブルク＝ルードルシュタット侯国、ヴュルテンベルク王国だった。
1857年までにブラウンシュヴァイク公国、ハノーファー王国、オルデンブルク大公国がドレスデン通貨条約に加入した。ルクセンブルクは1842年にドイツ関税同盟に加入したが、ドレスデン通貨条約には加入しなかった。
1857年、ドイツ関税同盟加盟国とオーストリア帝国がウィーン通貨条約に同意したことで、ドイツにおける貨幣の統一がさらに進められることとなった。